# رئیس‌جمهور پرو
رئیس‌جمهور پرو (اسپانیایی: Presidente del Perú‎) رئیس کشور و رئیس دولت کشور پرو است و نمایندگی این کشور را در امور بین‌المللی بر عهده دارد. این فهرست روسای جمهوری که قدرت را به‌صورت دفاکتو از طریق کودتا به دست آوردند نیز شامل می‌شود. متاخرترین رئیس‌جمهور منتخب پرو پدرو پابلو کوچینسکی بود که از از ۲۸ ژوئیه ۲۰۱۶ تا ۲۱ مارس ۲۰۱۸ رئیس‌جمهور بود و پس از استعفایش معاون او مارتین ویسکارا در ۲۳ مارس ۲۰۱۸ جایگزین او شد. آخرین رئیس‌جمهوری که با کودتا به قدرت رسید آلبرتو فوجیموری در سال ۱۹۹۲ بود که در حال حاضر به اتهام نقض حقوق بشر و فساد در زندان است.

## فهرست روسای جمهور پرو

### تحت‌الحمایهٔ پرو (۱۸۲۱–۱۸۲۲)
تحت‌الحمایهٔ پرو از ۳ اوت ۱۸۲۱ تا ۲۰ سپتامبر ۱۸۲۲ ادامه داشت.
| ر. | پروتکتور (تولد–مرگ) | پروتکتور (تولد–مرگ)          | دوران ریاست‌جمهوری            | حزب سیاسی         | نوع قدرت‌گیری                    | عنوان        |
| -- | ------------------- | ---------------------------- | ---------------------------- | ----------------- | ------------------------------- | ------------ |
| ۱  |                     | خوزه د سن مارتین (۱۷۷۸–۱۸۵۰) | ۳ اوت ۱۸۲۱ – ۲۰ سپتامبر ۱۸۲۲ | کنشگر سیاسی مستقل | اعلام توسط open cabildo در لیما | پروتکتور پرو |

### جمهوری پرو (۱۸۲۱/۱۸۲۲–۱۸۳۶)
| ر. | رئیس‌جمهور (تولد–مرگ) | رئیس‌جمهور (تولد–مرگ)                                                                                        | دوران ریاست‌جمهوری                                    | حزب سیاسی         | نوع قدرت‌گیری                                                                               | عنوان                 |
| -- | -------------------- | --- | ---------------------------------------------------- | ----------------- | ------------------------------------------------------------------------------------------ | --------------------- |
| —  |                      | Francisco Xavier de Luna Pizarro (۱۷۸۰–۱۸۵۵)                                                                | ۲۰ سپتامبر ۱۸۲۲ – ۲۲ سپتامبر ۱۸۲۲                    | کنشگر سیاسی مستقل | موقت، با استعفای سن مارتین (به‌عنوان رئیس‌جمهور اولین عضو انتخابات مستقیم پرو)               | رئیس‌جمهور موقت        |
| —  |                      | هیئت نظارت: - José de la Mar (1778–1830) - Felipe Antonio Alvarado - Manuel Salazar y Baquíjano (1777–1850) | ۲۲ سپتامبر ۱۸۲۲ – ۲۷ فوریه ۱۸۲۳                      | کنشگر سیاسی مستقل | به انتخاب کنگره از از بین اعضای خودش                                                       | هیئت حاکمیت پرو       |
| —  |                      | José Bernardo de Tagle y Portocarrero, Marqués de Torre Tagle (1779–1825)                                   | ۲۷ فوریه ۱۸۲۳ – ۲۸ فوریه ۱۸۲۳                        | کنشگر سیاسی مستقل | اعطا توسط انتخابات مستقیم پس از شورش بنکالسیونو                                            | رئیس‌جمهور موقت        |
| ۱  |                      | خوزه دو لا ریوا آگوئرو (۱۷۸۳–۱۸۵۳)                                                                          | ۲۸ فوریه ۱۸۲۳ – ۲۳ ژوئن ۱۸۲۳                         | کنشگر سیاسی مستقل | تأیید کنگره بعد از اجبار شورش                                                              | رئیس‌جمهور قانون اساسی |
| —  |                      | Francisco Valdivieso y Prada                                                                                | ۲۳ ژوئن ۱۸۲۳ – ۱۷ ژوئیه ۱۸۲۳                         | کنشگر سیاسی مستقل | انتخابات مستقیم                                                                            | رئیس موقت دولت        |
| —  |                      | انتونیو خوزه دو سوکره (۱۷۹۵–۱۸۳۰)                                                                           | ۲۳ ژوئن ۱۸۲۳ – ۱۷ ژوئیه ۱۸۲۳                         | کنشگر سیاسی مستقل | انتخاب موقت توسط انتخابات مستقیم برای دریافت قدرت نظامی                                    | فرمانده نظامی         |
| —  |                      | José Bernardo de Tagle y Portocarrero, Marqués de Torre Tagle (1779–1825)                                   | ۱۷ ژوئیه ۱۸۲۳ – ۱۶ اوت ۱۸۲۳                          | کنشگر سیاسی مستقل | به انتخاب کنگره، ارجاع از سوی سوکره                                                        | رئیس‌جمهور موقت        |
| ۲  |                      | José Bernardo de Tagle y Portocarrero, Marqués de Torre Tagle (۱۷۷۹–۱۸۲۵)                                   | ۱۶ اوت ۱۸۲۳ – ۱۰ فوریه ۱۸۲۴                          | کنشگر سیاسی مستقل | تأیید کنگره به‌عنوان رئیس‌جمهور (بنا به قانون اساسی جدید)                                    | رئیس‌جمهور قانون اساسی |
| —  |                      | سیمون بولیوار (۱۷۸۳–۱۸۳۰)                                                                                   | ۱۰ فوریه ۱۸۲۴ – ۲۸ ژانویه ۱۸۲۷                       | کنشگر سیاسی مستقل | انتخابات مستقیم قدرت سیاسی و نظامی توسط کنگره به او داده شد                                | لیبراتور              |
| —  |                      | هیئت نظارت: Andrés de Santa Cruz y Calaumana (۱۷۹۲–۱۸۶۵)                                                    | ۲۸ ژانویه ۱۸۲۷ – ۹ ژوئن ۱۸۲۷                         | کنشگر سیاسی مستقل | به انتخاب کنگره پس از شورشی که به دولت بولیوی پایان داد                                    | رئیس هیئت نظارت       |
| —  |                      | Manuel Salazar y Baquíjano (1777–1850)                                                                      | ۹ ژوئن ۱۸۲۷ – ۲۲ اوت ۱۸۲۷                            | کنشگر سیاسی مستقل | معاون رئیس‌جمهور (به علت رسیدن La Mar از گوایاکیل)                                          | رئیس‌جمهور موقت        |
| ۳  |                      | José de la Mar Cortázar (1778–1830)                                                                         | ۹ ژوئن ۱۸۲۷ (۲۲ اوت ۱۸۲۷) – ۷ ژوئن ۱۸۲۹ (۲۰ مه ۱۸۲۸) | کنشگر سیاسی مستقل | به انتخاب کنگره                                                                            | رئیس‌جمهور قانون اساسی |
| —  |                      | Manuel Salazar y Baquíjano (1777–1850)                                                                      | ۲۰ مه ۱۸۲۸ – ۶ ژوئن ۱۸۲۹                             | کنشگر سیاسی مستقل | معاون رئیس‌جمهور (به علت عدم حضور La Mar در زمان Gran Colombia–Peru War)                    | رئیس‌جمهور موقت        |
| —  |                      | Antonio Gutiérrez de la Fuente (1796–1878)                                                                  | ۶ ژوئن ۱۸۲۹ – ۱ سپتامبر ۱۸۲۹                         | نیروهای مسلح پرو  | کودتا (در قدرت تاانتخابات مستقیم رئیس‌جمهور موقت)                                           | فرمانده کل قوا        |
| —  |                      | Agustín Gamarra Messia (۱۷۸۵–۱۸۴۱)                                                                          | ۱ سپتامبر ۱۸۲۹ – ۱۹ دسامبر ۱۸۲۹                      | کنشگر سیاسی مستقل | به انتخاب کنگره                                                                            | رئیس‌جمهور موقت        |
| —  |                      | Antonio Gutiérrez de la Fuente (1796–1878)                                                                  | ۲۱ سپتامبر ۱۸۲۹ – ۲۵ نوامبر ۱۸۲۹                     | نیروهای مسلح پرو  | معاون موقت رئیس‌جمهور در تغییر دولت (به علت سفر Gamarra برای معاهده با کلمبیای بزرگ)        | فرمانده کل قوا        |
| ۴  |                      | Agustín Gamarra Messia (۱۷۸۵–۱۸۴۱)                                                                          | ۱۹ دسامبر ۱۸۲۹ – ۲۰ دسامبر ۱۸۳۳                      | کنشگر سیاسی مستقل | انتخابات مستقیم                                                                            | رئیس‌جمهور قانون اساسی |
| —  |                      | Francisco Xavier de Luna Pizarro (۱۷۸۰–۱۸۵۵)                                                                | ۲۰ دسامبر ۱۸۳۳ – ۲۱ دسامبر ۱۸۳۳                      | کنشگر سیاسی مستقل | رئیس اجلاس ملی (عضو انتخابات مستقیم) (در قدرت تا رئیس‌جمهور موقت به انتخاب کنگره قدرت گرفت) | رئیس‌جمهور موقت        |
| —  |                      | لوئیس خوزه دو اوربیگوسو (۱۷۹۵–۱۸۴۷)                                                                         | ۲۱ دسامبر ۱۸۳۳ – ۱۱ اوت ۱۸۳۶                         | کنشگر سیاسی مستقل | منتخب اجلاس ملی (انتخابات مستقیم)                                                          | رئیس‌جمهور موقت        |

### کنفدراسیون پرو-بولیوی (۱۸۳۶–۱۸۳۹)
| ر. | پروتکتور (تولد–مرگ) | پروتکتور (تولد–مرگ)                          | دوران ریاست‌جمهوری                                          | حزب سیاسی         | عنوان                          |
| -- | ------------------- | -------------------------------------------- | ---------------------------------------------------------- | ----------------- | ------------------------------ |
| ۱  |                     | Andrés de Santa Cruz y Calaumana (1792–1865) | ۷ فوریه ۱۸۳۶ (۲۸ اکتبر ۱۸۳۶) – ۲۵ اوت ۱۸۳۹ (۲۰ فوریه ۱۸۳۹) | کنشگر سیاسی مستقل | پروتکتور کنفدراسیون پرو-بولیوی |

#### جمهوری شمال پرو (۱۸۳۶–۱۸۳۹)
| ر. | رئیس‌جمهور (تولد–مرگ) | رئیس‌جمهور (تولد–مرگ)                | دوران ریاست‌جمهوری           | حزب سیاسی         | عنوان                 |
| -- | -------------------- | ----------------------------------- | --------------------------- | ----------------- | --------------------- |
| ۱  |                      | لوئیس خوزه دو اوربیگوسو (1795–1847) | ۲۱ اوت ۱۸۳۷ – ۳۰ ژوئیه ۱۸۳۸ | کنشگر سیاسی مستقل | رئیس‌جمهور قانون اساسی |
| ۲  |                      | خوزه دو لا ریوا آگوئرو (1783–1858)  | ۱ اوت ۱۸۳۸ – ۲۴ ژانویه ۱۸۳۹ | کنشگر سیاسی مستقل | رئیس‌جمهور قانون اساسی |

#### جمهوری پروی جنوبی (۱۸۳۶–۱۸۳۹)
| ر. | رئیس‌جمهور (تولد–مرگ) | رئیس‌جمهور (تولد–مرگ)                      | دوران ریاست‌جمهوری               | حزب سیاسی         | عنوان                 |
| -- | -------------------- | ----------------------------------------- | ------------------------------- | ----------------- | --------------------- |
| ۱  |                      | Ramón Herrera y Rodado (1799–1882)        | ۱۷ سپتامبر ۱۸۳۷ – ۱۲ اکتبر ۱۸۳۸ | کنشگر سیاسی مستقل | رئیس‌جمهور قانون اساسی |
| ۲  |                      | Juan Pío de Tristán y Moscoso (1773–1859) | ۱۲ اکتبر ۱۸۳۸ – ۲۳ فوریه ۱۸۳۹   | کنشگر سیاسی مستقل | رئیس‌جمهور قانون اساسی |

### جمهوری پرو (۱۸۳۹–کنون)
| ر.   | رئیس‌جمهور (تولد–مرگ)                             | رئیس‌جمهور (تولد–مرگ)                            | دوران ریاست‌جمهوری                                 | حزب سیاسی                               | نوع قدرت‌گیری                                                           | عنوان                                                                                    |
| ---- | ------------------------------------------------ | ----------------------------------------------- | ------------------------------------------------- | --------------------------------------- | ---------------------------------------------------------------------- | ---------------------------------------------------------------------------------------- |
| ۵    |                                                  | Agustín Gamarra Messia (1785–1841)              | ۲۵ اوت ۱۸۳۸ – ۱۵ اوت ۱۸۳۹                         | نیروهای مسلح پرو                        | اعلام توسط open cabildo در Lima                                        | رئیس‌جمهوری                                                                               |
| ۵    | ۱۵ اوت ۱۸۳۹ – ۱۰ ژوئیه ۱۸۴۰                      | Agustín Gamarra Messia (1785–1841)              | انتصاب در انتخابات مستقیم Huancayo                | نیروهای مسلح پرو                        | رئیس‌جمهور موقت                                                         |                                                                                          |
| ۵    | ۱۰ ژوئیه ۱۸۴۰ – ۱۸ نوامبر ۱۸۴۱ (†)               | Agustín Gamarra Messia (1785–1841)              | انتخابات مستقیم                                   | نیروهای مسلح پرو                        | رئیس‌جمهور قانون اساسی                                                  |                                                                                          |
| —    |                                                  | Manuel Menéndez Gorozabel (1793–1847)           | ۱۸ نوامبر ۱۸۴۱ – ۱۶ اوت ۱۸۴۲                      | کنشگر سیاسی مستقل                       | جایگزینی قانونی (به‌عنوان معاون رئیس‌جمهور)                              | رئیس‌جمهور موقت                                                                           |
| —    |                                                  | Juan Crisóstomo Torrico González (۱۸۰۸–۱۸۷۵)    | ۱۶ اوت ۱۸۴۲ – ۲۰ اوت ۱۸۴۲                         | نیروهای مسلح پرو                        | خودخوانده                                                              | فرمانده کل قوا                                                                           |
| —    |                                                  | Juan Bautista de Lavalle y Zugasti              | ۲۰ اوت ۱۸۴۲ – ۲۰ اکتبر ۱۸۴۲                       | کنشگر سیاسی مستقل                       | قدرت گرفتن به‌عنوان رئیس شورای وزیران                                   | رئیس‌جمهور موقت                                                                           |
| ۶    |                                                  | Juan Francisco de Vidal La Hoz (1800–1863)      | ۲۰ اکتبر ۱۸۴۲ – ۱۵ مارس ۱۸۴۳                      | نیروهای مسلح پرو                        | خودخوانده (قدرت گرفتن پس از شکست Torrico inbattle Agua Santa)          | رئیس‌جمهوری                                                                               |
| —    |                                                  | Justo Figuerola de Estrada (1771–1854)          | ۱۵ مارس ۱۸۴۳ – ۱۹ مارس ۱۸۴۳                       | کنشگر سیاسی مستقل                       |                                                                        | رئیس‌جمهور موقت                                                                           |
| —    |                                                  | Eleuterio Aramburú                              | ۱۹ مارس ۱۸۴۳ – ۲۱ مارس ۱۸۴۳                       | نیروهای مسلح پرو                        | قدرت گرفتن به عنوان رئیس نیروی نظامی لیما                              | رئیس‌جمهور موقت                                                                           |
| —    |                                                  | José Rufino Echenique (1808–1887)               | ۲۱ مارس ۱۸۴۳ – ۲۷ مارس ۱۸۴۳                       | نیروهای مسلح پرو                        | Took overgovernment as Prefect Lima                                    | رئیس‌جمهور موقت                                                                           |
| —    |                                                  | Juan Antonio Pezet (1809–1879)                  | ۲۷ مارس ۱۸۴۳ – ۷ آوریل ۱۸۴۳                       | نیروهای مسلح پرو                        | Assumedpower on behalf Vivanco                                         | رئیس‌جمهور موقت                                                                           |
| —    |                                                  | Manuel Ignacio de Vivanco Iturralde (1806–1873) | ۷ آوریل ۱۸۴۳ – ۱۷ ژوئن ۱۸۴۴                       | نیروهای مسلح پرو                        | خودخوانده                                                              | مدیر جمهوری                                                                              |
| —    |                                                  | Domingo Nieto y Márquez (1803–1844)             | ۳ سپتامبر ۱۸۴۳ – ۱۷ فوریه ۱۸۴۴ (†)                | نیروهای مسلح پرو                        | خودخوانده (startingconstitutionalist revolution against Vivanco)       | رئیس هیئت نظارت موقت                                                                     |
| —    |                                                  | Ramón Castilla y Marquesado (1797–1867)         | ۱۷ فوریه ۱۸۴۴ – ۱۱ دسامبر ۱۸۴۴                    | نیروهای مسلح پرو                        | به جای Nieto به‌عنوان رئیس هیئت نظارت                                   | رئیس هیئت نظارت موقت                                                                     |
| —    |                                                  | Domingo Elías Carbajo (1805–1867)               | ۳۰ نوامبر ۱۸۴۳ – ۱۷ ژوئن ۱۸۴۴                     | کنشگر سیاسی مستقل                       | قدرت گرفتن به جای Vivanco (به عنوان ارشد لیما)                         | رئیس‌جمهور موقت                                                                           |
| —    | ۱۷ ژوئن ۱۸۴۴ – ۱۰ اوت ۱۸۴۴                       | Domingo Elías Carbajo (1805–1867)               | خودخوانده در Lima (نادیده گرفتن اقتدار Vivanco)   | کنشگر سیاسی مستقل                       | فرمانده کل قوا                                                         |                                                                                          |
| —    |                                                  | Justo Figuerola de Estrada (1771–1854)          | ۱۰ اوت ۱۸۴۴ – ۷ اکتبر ۱۸۴۴                        | کنشگر سیاسی مستقل                       |                                                                        | رئیس‌جمهور موقت                                                                           |
| —    |                                                  | Manuel Menéndez Gorozabel (1793–1847)           | ۷ اکتبر ۱۸۴۴ – ۲۰ آوریل ۱۸۴۵                      | کنشگر سیاسی مستقل                       | Transitional جایگزینی قانونی (as First Vice-PresidentCouncil State)    | رئیس‌جمهور موقت                                                                           |
| ۷    |                                                  | Ramón Castilla y Marquesado (1797–1867)         | ۲۰ آوریل ۱۸۴۵ – ۲۰ آوریل ۱۸۵۱                     | نیروهای مسلح پرو                        | انتخابات مستقیم                                                        | رئیس‌جمهور قانون اساسی جمهوری (اولین رئیس‌جمهوری که دوران ریاست‌جمهوری‌اش را به پایان رساند) |
| ۸    |                                                  | José Rufino Echenique Benavente (1808–1887)     | ۲۰ آوریل ۱۸۵۱ – ۵ ژانویه ۱۸۵۵                     | نیروهای مسلح پرو                        | انتخابات مستقیم                                                        | رئیس‌جمهور قانون اساسی جمهوری                                                             |
| —    |                                                  | Ramón Castilla y Marquesado (1797–1867)         | فوریه ۱۸۵۴ – ۵ ژانویه ۱۸۵۵                        | نیروهای مسلح پرو                        | خودخوانده (in southern and central partscountry)                       | رئیس‌جمهور موقت                                                                           |
| —    |                                                  | José Miguel Medina                              | ۱۷ ژوئیه ۱۸۵۴ – ۵ ژانویه ۱۸۵۵                     | نیروهای مسلح پرو                        | قدرت گرفتن هب جای Echenique (به‌عنوان شورای دولت)                       | رئیس قوهٔ مجربه                                                                           |
| —    |                                                  | Ramón Castilla y Marquesado (1797–1867)         | ۵ ژانویه ۱۸۵۵ – ۲۴ اکتبر ۱۸۵۷                     | نیروهای مسلح پرو                        | خودخوانده (assumedpower پس از شکست دادن Echenique در جنگ La Palma)     | رئیس‌جمهور موقت جمهوری                                                                    |
| —    |                                                  | José Maria Raygada y Gallo (1795–1859)          | ۲ آوریل ۱۸۵۷ – ۲۸ ژوئیه ۱۸۵۸                      | نیروهای مسلح پرو                        | Took overgovernment به‌عنوان رئیس‌جمهورCouncil Ministers                 | فرمانده کل قوا                                                                           |
| —    |                                                  | Miguel de San Román y Meza (1802–1863)          | ۲۸ ژوئیه ۱۸۵۸ – ۲۴ اکتبر ۱۸۵۸                     | نیروهای مسلح پرو                        | Assumedpower on behalf Castilla (به‌عنوان رئیس‌جمهورCouncil Ministers)   | فرمانده کل قوا                                                                           |
| ۱۰   |                                                  | Ramón Castilla y Marquesado (1797–1867)         | ۲۴ اکتبر ۱۸۵۸ – ۲۴ اکتبر ۱۸۶۲                     | نیروهای مسلح پرو                        | انتخابات مستقیم                                                        | رئیس‌جمهور قانون اساسی جمهوری                                                             |
| —    |                                                  | Juan Manuel del Mar (1805–1862)                 | ۲۹ سپتامبر ۱۸۵۹ – ۲۱ مارس ۱۸۶۰                    | کنشگر سیاسی مستقل                       | قدرت گرفتن به جای Castilla (به عنوان معاون رئیس‌جمهور)                  | رئیس قوه مجریهٔ                                                                           |
| ۱۱   |                                                  | Miguel de San Román y Meza (1802–1863)          | ۲۴ اکتبر ۱۸۶۲ – ۳ آوریل ۱۸۶۳ (†)                  | نیروهای مسلح پرو                        | انتخابات مستقیم                                                        | رئیس‌جمهور قانون اساسی جمهوری                                                             |
| —    |                                                  | Ramón Castilla y Marquesado (1797–1867)         | ۳ آوریل ۱۸۶۳ – ۹ آوریل ۱۸۶۳                       | نیروهای مسلح پرو                        | خودخوانده                                                              | رئیس قوه مجریه                                                                           |
| —    |                                                  | Pedro Diez Canseco Corbacho (1815–1893)         | ۹ آوریل ۱۸۶۳ – ۵ اوت ۱۸۶۳                         | نیروهای مسلح پرو                        | جانشینی (به عنوان دومین معاون رئیس‌جمهور)                               | فرمانده کل قوا                                                                           |
| ۱۲   |                                                  | Juan Antonio Pezet Rodríguez (1809–1879)        | ۵ اوت ۱۸۶۳ – ۶ نوامبر ۱۸۶۵                        | نیروهای مسلح پرو                        | جایگزینی قانونی (به عنوان معاون اول رئیس‌جمهور)                         | رئیس‌جمهور قانون اساسی جمهوری                                                             |
| —    |                                                  | Pedro Diez Canseco Corbacho (1815–1893)         | ۶ نوامبر ۱۸۶۵ – ۲۸ نوامبر ۱۸۶۵                    | نیروهای مسلح پرو                        |                                                                        | رئیس‌جمهور موقت                                                                           |
| ۱۳   |                                                  | Mariano Ignacio Prado Ochoa (1825–1901)         | ۲۸ نوامبر ۱۸۶۵ – ۱۵ فوریه ۱۸۶۷                    | نیروهای مسلح پرو                        | خودخوانده                                                              | فرمانده کل قوا جمهوری                                                                    |
| ۱۳   | ۱۵ فوریه ۱۸۶۷ – ۳۱ اوت ۱۸۶۷                      | Mariano Ignacio Prado Ochoa (1825–1901)         | اعطا توسط انتخابات مستقیم                         | نیروهای مسلح پرو                        | رئیس‌جمهور موقت جمهوری                                                  |                                                                                          |
| ۱۳   | ۳۱ اوت ۱۸۶۷ – ۵ ژانویه ۱۸۶۸                      | Mariano Ignacio Prado Ochoa (1825–1901)         | اعطا توسط انتخابات مستقیم and انتخابات مستقیم     | نیروهای مسلح پرو                        | رئیس‌جمهور قانون اساسی جمهوری                                           |                                                                                          |
| —    |                                                  | Luis La Puerta de Mendoza (1811–1896)           | ۱۲ اکتبر ۱۸۶۷ – ۸ ژانویه ۱۸۶۸                     | نیروهای مسلح پرو                        | Assumedpower on behalf Prado (به‌عنوان رئیس‌جمهورCouncil Ministers)      | رئیس قوه مجریهٔ                                                                           |
| —    |                                                  | Pedro Diez Canseco Corbacho (1815–1893)         | ۲۳ سپتامبر ۱۸۶۷ – ۷ ژانویه ۱۸۶۸                   | نیروهای مسلح پرو                        | خودخوانده در Arequipa                                                  | رئیس قوه مجریهٔ                                                                           |
| —    |                                                  | Antonio Gutiérrez de la Fuente (1796–1878)      | ۷ ژانویه ۱۸۶۸ – ۸ ژانویه ۱۸۶۸                     | نیروهای مسلح پرو                        | (به‌عنوان رئیس شورای وزیران)                                            | رئیس‌جمهور موقت                                                                           |
| —    |                                                  | Francisco Diez Canseco (1821–1884)              | ۸ ژانویه ۱۸۶۸ – ۲۲ ژانویه ۱۸۶۸                    | نیروهای مسلح پرو                        |                                                                        | رئیس دولت                                                                                |
| —    |                                                  | Pedro Diez Canseco Corbacho (1815–1893)         | ۲۲ ژانویه ۱۸۶۸ – ۲ اوت ۱۸۶۸                       | نیروهای مسلح پرو                        | جایگزینی قانونی (recognized در Cabildo Abierto de Lima)                | رئیس‌جمهور موقت                                                                           |
| ۱۴   |                                                  | José Balta y Montero (1814–1872)                | ۲ اوت ۱۸۶۸ – ۲۲ ژوئیه ۱۸۷۲ (۲۶ ژوئیه ۱۸۷۲ [†])    | نیروهای مسلح پرو                        | انتخابات مستقیم                                                        | رئیس‌جمهور قانون اساسی جمهوری                                                             |
| —    |                                                  | Tomás Gutiérrez (died 1872)                     | ۲۲ ژوئیه ۱۸۷۲ – ۲۶ ژوئیه ۱۸۷۲ (†)                 | نیروهای مسلح پرو                        | کودتا                                                                  | رهبر جمهوری                                                                              |
| —    |                                                  | Francisco Diez Canseco (1821–1884)              | ۲۶ ژوئیه ۱۸۷۲ – ۲۷ ژوئیه ۱۸۷۲                     | نیروهای مسلح پرو                        | جانشینی موقت (به‌عنوان دومین معاون رئیس‌جمهور Balta)                     | رئیس‌جمهور موقت                                                                           |
| ۱۵   |                                                  | Mariano Herencia Zevallos (1820–1873)           | ۲۷ ژوئیه ۱۸۷۲ – ۲ اوت ۱۸۷۲                        | نیروهای مسلح پرو                        | جایگزینی قانونی (به عنوان معاون اول رئیس‌جمهور Balta)                   | رئیس‌جمهور قانون اساسی جمهوری                                                             |
| ۱۶   |                                                  | Manuel Pardo y Lavalle (1834–1878)              | ۲ اوت ۱۸۷۲ – ۲ اوت ۱۸۷۶                           | Civilista Party                         | انتخابات مستقیم                                                        | رئیس‌جمهور قانون اساسی جمهوری                                                             |
| ۱۷   |                                                  | Mariano Ignacio Prado Ochoa (1825–1901)         | ۲ اوت ۱۸۷۶ – ۱۸ دسامبر ۱۸۷۹                       | Civilista Party                         | انتخابات مستقیم                                                        | رئیس‌جمهور قانون اساسی جمهوری                                                             |
| —    |                                                  | Luis La Puerta de Mendoza (۱۸۱۱–۱۸۹۶)           | ۱۶ مه ۱۸۷۹ – ۲ دسامبر ۱۸۷۹                        | Civilista Party                         | اولین معاون رئیس‌جمهور (خدمت به جای Prado)                              | رئیس قوه مجریهٔ                                                                           |
| —    | ۱۸ دسامبر ۱۸۷۹ – ۲۳ دسامبر ۱۸۷۹                  | Luis La Puerta de Mendoza (۱۸۱۱–۱۸۹۶)           | جایگزینی قانونی                                   | Civilista Party                         | رئیس دولت انتقالی                                                      |                                                                                          |
| —    |                                                  | نیکولاس دی پیرولا (1839–1913)                   | ۲۳ دسامبر ۱۸۷۹ – ۱۵ ژانویه ۱۸۸۱                   | کنشگر سیاسی مستقل                       | خودخوانده                                                              | فرمانده کل قوا                                                                           |
| —    | ۲۹ ژوئیه ۱۸۸۱ – ۲۸ نوامبر ۱۸۸۱                   | نیکولاس دی پیرولا (1839–1913)                   | Appointed byNational Assembly Ayacucho            | کنشگر سیاسی مستقل                       | رئیس‌جمهور موقت                                                         |                                                                                          |
| —    |                                                  | Francisco García Calderón Landa (1834–1905)     | ۱۲ مارس ۱۸۸۱ – ۱۰ ژوئیه ۱۸۸۱                      | کنشگر سیاسی مستقل                       | Elected by open cabildo در Magdalena                                   | رئیس‌جمهور موقت جمهوری                                                                    |
| —    | ۱۰ ژوئیه ۱۸۸۱ – ۲۸ سپتامبر ۱۸۸۱ (۶ نوامبر ۱۸۸۱)  | Francisco García Calderón Landa (1834–1905)     | تأیید کنگره Chorrillos                            | کنشگر سیاسی مستقل                       |                                                                        | رئیس‌جمهور موقت جمهوری                                                                    |
| —    |                                                  | لیزاردو مونترو فلورس (1832–1905)                | ۲۸ سپتامبر ۱۸۸۱ – ۲۸ اکتبر ۱۸۸۳                   | Civilista Party                         | جایگزینی قانونی (oath beforeJudicial Court Cajamarca)                  | رئیس‌جمهور موقت جمهوری                                                                    |
| —    |                                                  | Miguel Iglesias Pino de Arce (1830–1909)        | ۳۱ اوت ۱۸۸۲ – ۳۰ دسامبر ۱۸۸۲                      | نیروهای مسلح پرو                        | خودخوانده در Cajamarca (Grito de Montán)                               | فرمانده کل قوا                                                                           |
| —    | ۳۰ دسامبر ۱۸۸۲ – ۱ مارس ۱۸۸۴                     | Miguel Iglesias Pino de Arce (1830–1909)        | Elected byAssemblyNorth (Cajamarca)               | نیروهای مسلح پرو                        |                                                                        |                                                                                          |
| —    | ۱ مارس ۱۸۸۴ – ۳ دسامبر ۱۸۸۵                      | Miguel Iglesias Pino de Arce (1830–1909)        | تأیید Constituent Assembly                        | نیروهای مسلح پرو                        | رئیس‌جمهور موقت جمهوری                                                  |                                                                                          |
| —    |                                                  | آندرس آولینو کاسرس (1836–1923)                  | ۱۶ ژوئیه ۱۸۸۴ – ۳ اوت ۱۸۸۵                        | نیروهای مسلح پرو                        | خودخوانده (بخش‌های مرکزی کشور)                                          | رئیس‌جمهور خودخوانده                                                                      |
| —    |                                                  | Antonio Arenas Merino (۱۸۰۸–۱۸۹۱)               | ۳ دسامبر ۱۸۸۵ – ۳ ژوئن ۱۸۸۶                       | کنشگر سیاسی مستقل                       | In chargeانتخابات مستقیم (به‌عنوان رئیس‌جمهورCouncil Ministers)          | PresidentProvisional هیئت نظارت                                                          |
| ۱۸   |                                                  | آندرس آولینو کاسرس (1836–1923)                  | ۳ ژوئن ۱۸۸۶ – ۱۰ اوت ۱۸۹۰                         | Constitutional Party                    | انتخابات مستقیم                                                        | رئیس‌جمهور قانون اساسی جمهوری                                                             |
| ۱۹   |                                                  | رمیگیو مورالس برمودز (1836–1894)                | ۱۰ اوت ۱۸۹۰ – ۱ آوریل ۱۸۹۴ (†)                    | Constitutional Party                    | انتخابات مستقیم                                                        | رئیس‌جمهور قانون اساسی جمهوری                                                             |
| —    |                                                  | خوستینیانو بورگونیو (1836–1921)                 | ۱ آوریل ۱۸۹۴ – ۱۰ اوت ۱۸۹۴                        | Constitutional Party                    | جایگزینی قانونی (as Second معاون رئیس‌جمهور)                            | Transitional President جمهوری                                                            |
| ۲۰   |                                                  | آندرس آولینو کاسرس (1836–1923)                  | ۱۰ اوت ۱۸۹۴ – ۲۰ مارس ۱۸۹۵                        | Constitutional Party                    | انتخابات مستقیم                                                        | رئیس‌جمهور قانون اساسی جمهوری                                                             |
| —    |                                                  | مانوئل کاندامو (1841–1904)                      | ۲۰ مارس ۱۸۹۵ – ۸ سپتامبر ۱۸۹۵                     | کنشگر سیاسی مستقل                       | Transitional designation                                               | PresidentProvisional هیئت نظارت                                                          |
| ۲۱   |                                                  | نیکولاس دی پیرولا (1839–1913)                   | ۸ سپتامبر ۱۸۹۵ – ۸ سپتامبر ۱۸۹۹                   | Democratic Party                        | انتخابات مستقیم                                                        | رئیس‌جمهور قانون اساسی جمهوری                                                             |
| ۲۲   |                                                  | ادواردو لوپز دی رومانیا (1847–1912)             | ۸ سپتامبر ۱۸۹۹ – ۸ سپتامبر ۱۹۰۳                   | Civilista Party                         | انتخابات مستقیم                                                        | رئیس‌جمهور قانون اساسی جمهوری                                                             |
| ۲۳   |                                                  | مانوئل کاندامو (1841–1904)                      | ۸ سپتامبر ۱۹۰۳ – ۱۸ آوریل ۱۹۰۴ (۷ مه ۱۹۰۴ [†])    | Civilista Party                         | انتخابات مستقیم                                                        | رئیس‌جمهور قانون اساسی جمهوری                                                             |
| ۲۴   |                                                  | Serapio Calderón Lazo de la Vega (1843–1922)    | ۱۸ آوریل ۱۹۰۴ – ۷ مه ۱۹۰۴                         | Civilista Party                         | Second معاون رئیس‌جمهور (appointed due toillness Candamo)               | HeadExecutive Branch                                                                     |
| ۲۴   | ۷ مه ۱۹۰۴ – ۲۴ سپتامبر ۱۹۰۴                      | Serapio Calderón Lazo de la Vega (1843–1922)    | جایگزینی قانونی (sworn در followingdeath Candamo) | Civilista Party                         | رئیس‌جمهور قانون اساسی جمهوری                                           |                                                                                          |
| ۲۵   |                                                  | خوزه پاردو باردا (1864–1947)                    | ۲۴ سپتامبر ۱۹۰۴ – ۲۴ سپتامبر ۱۹۰۸                 | Civilista Party                         | انتخابات مستقیم                                                        | رئیس‌جمهور قانون اساسی جمهوری                                                             |
| ۲۶   |                                                  | آوگوستو لگوئیا (1863–1932)                      | ۲۴ سپتامبر ۱۹۰۸ – September 24, 1912 (1st term)   | Civilista Party                         | انتخابات مستقیم                                                        | رئیس‌جمهور قانون اساسی جمهوری                                                             |
| ۲۷   |                                                  | گیلرمو بیلینگورست (1851–1915)                   | ۲۴ سپتامبر ۱۹۱۲ – ۴ فوریه ۱۹۱۴                    | Democratic Party                        | انتخابات مستقیم                                                        | رئیس‌جمهور قانون اساسی جمهوری                                                             |
| —    |                                                  | اسکار بناویدس (1876–1945)                       | ۴ فوریه ۱۹۱۴ – ۱۵ مه ۱۹۱۴                         | نیروهای مسلح پرو                        | کودتا                                                                  | Presidentهیئت نظارت                                                                      |
| —    | ۱۵ مه ۱۹۱۴ – ۱۸ اوت ۱۹۱۵                         | اسکار بناویدس (1876–1945)                       | تأیید انتخابات مستقیم                             | نیروهای مسلح پرو                        | رئیس‌جمهور موقت جمهوری                                                  |                                                                                          |
| ۲۸   |                                                  | خوزه پاردو باردا (1864–1947)                    | ۱۸ اوت ۱۹۱۵ – ۴ ژوئیه ۱۹۱۹                        | Civilista Party                         | انتخابات مستقیم                                                        | رئیس‌جمهور قانون اساسی جمهوری                                                             |
| ۲۹   |                                                  | آوگوستو لگوئیا (1863–1932)                      | ۴ ژوئیه ۱۹۱۹ – October 12, 1919 (دور دوم)         | Democratic Reformist Party              | کودتا پس از انتخابات مستقیم (already President-elect)                  | رئیس‌جمهور موقت جمهوری                                                                    |
| ۲۹   | ۱۲ اکتبر ۱۹۱۹ – October 12, 1924 (دور دوم cont.) | آوگوستو لگوئیا (1863–1932)                      | انتخابات مستقیم (beforecoup d'etat)               | Democratic Reformist Party              | رئیس‌جمهور قانون اساسی جمهوری                                           |                                                                                          |
| ۲۹   | ۱۲ اکتبر ۱۹۲۴ – October 12, 1929 (3rd term)      | آوگوستو لگوئیا (1863–1932)                      | انتخابات مستقیم                                   | Democratic Reformist Party              | رئیس‌جمهور قانون اساسی جمهوری                                           |                                                                                          |
| ۲۹   | ۱۲ اکتبر ۱۹۲۹ – August 25, 1930 (4th term)       | آوگوستو لگوئیا (1863–1932)                      | انتخابات مستقیم                                   | Democratic Reformist Party              | رئیس‌جمهور قانون اساسی جمهوری                                           |                                                                                          |
| —    |                                                  | مانوئل ماریا پانس بروست (1874–1966)             | ۲۵ اوت ۱۹۳۰ – ۲۷ اوت ۱۹۳۰                         | نیروهای مسلح پرو                        | Appointed PresidentMilitary Junta constituted پس از resignation Leguía | PresidentMilitary Junta                                                                  |
| —    |                                                  | لوئیز میگوئل سانچز سرو (1889–1933)              | ۲۷ اوت ۱۹۳۰ – ۱ مارس ۱۹۳۱                         | نیروهای مسلح پرو                        | کودتا                                                                  | Presidentهیئت نظارت                                                                      |
| —    |                                                  | Mariano Holguín Maldonado (1860–1945)           | ۱ مارس ۱۹۳۱ – ۱ مارس ۱۹۳۱                         | کنشگر سیاسی مستقل                       | Presidential designation (whileهیئت نظارت elected a President جمهوری)  | PresidentAssembly Notables                                                               |
| —    |                                                  | Ricardo Leoncio Elías Arias (1874–1951)         | ۱ مارس ۱۹۳۱ – ۵ مارس ۱۹۳۱                         | نیروهای مسلح پرو                        | Transitional designation by Board Notables (به‌عنوان رئیس‌جمهورCourt)    | PresidentProvisional Board                                                               |
| —    |                                                  | Gustavo A. Jiménez (1886–1933)                  | ۵ مارس ۱۹۳۱ – ۱۱ مارس ۱۹۳۱                        | نیروهای مسلح پرو                        | کودتا                                                                  | PresidentTransitory Government Board                                                     |
| —    |                                                  | دیوید سامانز اوکامپو (1866–1947)                | ۱۱ مارس ۱۹۳۱ – ۸ دسامبر ۱۹۳۱                      | کنشگر سیاسی مستقل                       | Transitional designation by Assembly Notables                          | Presidentهیئت نظارت                                                                      |
| ۳۰   |                                                  | لوئیز میگوئل سانچز سرو (1889–1933)              | ۸ دسامبر ۱۹۳۱ – ۳۰ آوریل ۱۹۳۳ (†)                 | Revolutionary Union                     | انتخابات مستقیم                                                        | رئیس‌جمهور قانون اساسی جمهوری                                                             |
| ۳۱   |                                                  | اسکار بناویدس (1876–1945)                       | ۳۰ آوریل ۱۹۳۳ – ۸ دسامبر ۱۹۳۹                     | نیروهای مسلح پرو                        | اعطا توسط Constituent Assembly                                         | رئیس‌جمهور قانون اساسی جمهوری                                                             |
| ۳۲   |                                                  | مانوئل پرادو (1889–1967)                        | ۸ دسامبر ۱۹۳۹ – ۲۸ ژوئیه ۱۹۴۵                     | کنشگر سیاسی مستقل                       | انتخابات مستقیم                                                        | رئیس‌جمهور قانون اساسی جمهوری                                                             |
| ۳۳   |                                                  | خوزه بوستامانته ریورو (1894–1989)               | ۲۸ ژوئیه ۱۹۴۵ – ۲۹ اکتبر ۱۹۴۸                     | National Democratic Front               | انتخابات مستقیم                                                        | رئیس‌جمهور قانون اساسی جمهوری                                                             |
| —    |                                                  | مانوئل اودریا (1896–1974)                       | ۲۹ اکتبر ۱۹۴۸ – ۳۱ مه ۱۹۵۰                        | نیروهای مسلح پرو                        | کودتا                                                                  |                                                                                          |
| —    |                                                  | زنون نوریگا آگوئرو (1900–1957)                  | ۳۱ مه ۱۹۵۰ – ۲۸ ژوئیه ۱۹۵۰                        | نیروهای مسلح پرو                        | Provisional designation                                                | رئیس‌جمهور موقت                                                                           |
| ۳۴   |                                                  | مانوئل اودریا (1896–1974)                       | ۲۸ ژوئیه ۱۹۵۰ – ۲۸ ژوئیه ۱۹۵۶                     | Odriíst National Union                  | انتخابات مستقیم (only candidate)                                       | رئیس‌جمهور قانون اساسی جمهوری                                                             |
| ۳۵   |                                                  | مانوئل پرادو (1889–1967)                        | ۲۸ ژوئیه ۱۹۵۶ – ۱۸ ژوئیه ۱۹۶۲                     | Pradist Democratic Movement             | انتخابات مستقیم                                                        | رئیس‌جمهور قانون اساسی جمهوری                                                             |
| —    |                                                  | ریکاردو پرز گودوی (1905–1982)                   | ۱۸ ژوئیه ۱۹۶۲ – ۳ مارس ۱۹۶۳                       | نیروهای مسلح پرو                        | کودتا                                                                  | PresidentMilitary هیئت نظارت                                                             |
| —    |                                                  | نیکولاس لیندلی لوپز (1908–1995)                 | ۳ مارس ۱۹۶۳ – ۲۸ ژوئیه ۱۹۶۳                       | نیروهای مسلح پرو                        | کودتا                                                                  | PresidentMilitary هیئت نظارت                                                             |
| ۳۶   |                                                  | فرناندو تری (1912–2002)                         | ۲۸ ژوئیه ۱۹۶۳ – ۳ اکتبر ۱۹۶۸                      | ابتکار عام                              | انتخابات مستقیم                                                        | رئیس‌جمهور قانون اساسی جمهوری                                                             |
| —    |                                                  | خوان ولاسکو آلوارادو (1910–1977)                | ۳ اکتبر ۱۹۶۸ – ۳۰ اوت ۱۹۷۵                        | نیروهای مسلح پرو                        | کودتا                                                                  | PresidentRevolutionary GovernmentArmed Forces                                            |
| —    |                                                  | فرانسیسکو مورالس برمودز (1921–2022)             | ۳۰ اوت ۱۹۷۵ – ۲۸ ژوئیه ۱۹۸۰                       | نیروهای مسلح پرو                        | کودتا                                                                  | PresidentRevolutionary GovernmentArmed Forces                                            |
| ۳۷   |                                                  | فرناندو تری (1912–2002)                         | ۲۸ ژوئیه ۱۹۸۰ – ۲۸ ژوئیه ۱۹۸۵                     | ابتکار عام                              | انتخابات مستقیم                                                        | رئیس‌جمهور قانون اساسی جمهوری                                                             |
| ۳۸   |                                                  | آلن گارسیا (۱۹۴۹–)                              | ۲۸ ژوئیه ۱۹۸۵ – ۲۸ ژوئیه ۱۹۹۰                     | American Popular Revolutionary Alliance | انتخابات مستقیم                                                        | رئیس‌جمهور قانون اساسی جمهوری                                                             |
| ۳۹   |                                                  | آلبرتو فوجیموری (۱۹۳۸–)                         | ۲۸ ژوئیه ۱۹۹۰ – April 5, 1992 (1st term)          | Cambio 90                               | انتخابات مستقیم                                                        | رئیس‌جمهور قانون اساسی جمهوری                                                             |
| ۳۹   | ۵ آوریل ۱۹۹۲ – January 9, 1993 (ادامه دور اول.)  | آلبرتو فوجیموری (۱۹۳۸–)                         | Self-coup. منحل شد انتخابات مستقیم                | Cambio 90                               | PresidentGovernment Emergency and National Reconstruction              |                                                                                          |
| ۳۹   | ۹ ژانویه ۱۹۹۳ – July 28, 1995 (ادامه دور اول.)   | آلبرتو فوجیموری (۱۹۳۸–)                         | تأییداعضای دموکرات انتخابات مستقیم                | Cambio 90                               | رئیس‌جمهور قانون اساسی جمهوری                                           |                                                                                          |
| ۳۹   | ۲۸ ژوئیه ۱۹۹۵ – July 28, 2000 (دور دوم)          | آلبرتو فوجیموری (۱۹۳۸–)                         | Cambio 90 – Sí Cumple                             | انتخابات مستقیم                         | رئیس‌جمهور قانون اساسی جمهوری                                           |                                                                                          |
| (39) | ۲۸ ژوئیه ۲۰۰۰ – November 21, 2000 (3rd term)     | آلبرتو فوجیموری (۱۹۳۸–)                         | Sí Cumple                                         | انتخابات مستقیم                         | رئیس‌جمهور قانون اساسی جمهوری                                           |                                                                                          |
| ۴۰   |                                                  | والنتین پانیاگوا (1936–2006)                    | ۲۲ نوامبر ۲۰۰۰ – ۲۸ ژوئیه ۲۰۰۱                    | ابتکار عام                              | جایگزینی قانونی (به‌عنوان رئیس‌جمهورانتخابات مستقیم)                     | رئیس‌جمهور قانون اساسی جمهوری                                                             |
| ۴۱   |                                                  | الخاندرو تولدو (1946–)                          | ۲۸ ژوئیه ۲۰۰۱ – ۲۸ ژوئیه ۲۰۰۶                     | Possible Peru                           | انتخابات مستقیم                                                        | رئیس‌جمهور قانون اساسی جمهوری                                                             |
| ۴۲   |                                                  | آلن گارسیا (1949–)                              | ۲۸ ژوئیه ۲۰۰۶–۲۸ ژوئیه ۲۰۱۱                       | American Popular Revolutionary Alliance | انتخابات مستقیم                                                        | رئیس‌جمهور قانون اساسی جمهوری                                                             |
| ۴۳   |                                                  | اولانتا هومالا (۱۹۶۲–)                          | ۲۸ ژوئیه ۲۰۱۱ – ۲۸ ژوئیه ۲۰۱۶                     | Peruvian Nationalist Party              | انتخابات مستقیم                                                        | رئیس‌جمهور قانون اساسی جمهوری                                                             |
| ۴۴   |                                                  | پدرو پابلو کوچینسکی (1938–)                     | ۲۸ ژوئیه ۲۰۱۶ – ۲۱ مارس ۲۰۱۸                      | تغییر برای پرو                          | انتخابات مستقیم                                                        | رئیس‌جمهور قانون اساسی جمهوری                                                             |
| ۴۵   |                                                  | مارتین ویسکارا (۱۹۶۳–)                          | ۲۳ مارس ۲۰۱۸ – کنون                               | تغییر برای پرو                          | جایگزینی قانونی (به عنوان معاون اول رئیس‌جمهور)                         | رئیس‌جمهور قانون اساسی جمهوری                                                             |